# 歐洲人權公約的適用範圍
以下表格在說明歐洲人權公約及其議定書在歐洲委員會成員國及其所控制的地區被批准（且因此而施行）的狀況：
| 成員國和 統治區域                                                        | 歐洲人權公約本文           | 向歐洲人權法院提訴的權利 | 第1號議定書 | 第4號議定書 | 第6號議定書 | 第7號議定書 | 第12號議定書 | 第13號議定書 |
| ------------------------------------------------------------------------ | -------------------------- | ------------------------ | ----------- | ----------- | ----------- | ----------- | ------------ | ------------ |
| 阿尔巴尼亚                                                               | 全部                       | 是                       | 部分保留    | 是          | 是          | 是          | 是           | 否           |
| 安道尔                                                                   | 部分保留                   | 是                       | 否          | 否          | 是          | 否          | 否           | 是           |
| 亞美尼亞                                                                 | 部分保留                   | 是                       | 是          | 是          | 是          | 是          | 是           | 否           |
| 奥地利                                                                   | 部分保留                   | 是                       | 部分保留    | 部分保留    | 是          | 是          | 否           | 是           |
| ，除了：                                                                 | 部分保留                   | 是                       | 是          | 是          | 是          | 是          | 否           | 否           |
| - 納戈爾諾-卡拉巴赫                                                      | 部分保留 （透過 亞美尼亞） | 是                       | 是          | 是          | 是          | 是          | 是           | 否           |
| 比利时                                                                   | 全部                       | 是                       | 是          | 是          | 是          | 否          | 否           | 是           |
| 波斯尼亞和黑塞哥維那                                                     | 全部                       | 是                       | 是          | 是          | 是          | 是          | 是           | 是           |
| 保加利亚                                                                 | 全部                       | 是                       | 部分保留    | 是          | 是          | 是          | 否           | 是           |
|                                                                          | 部分保留                   | 是                       | 是          | 是          | 是          | 是          | 是           | 是           |
| 賽普勒斯，除了：                                                         | 全部                       | 是                       | 是          | 是          | 是          | 是          | 是           | 是           |
| - 北賽普勒斯土耳其共和國                                                 | 全部 （透過 土耳其）       | 是                       | 部分保留    | 否          | 是          | 否          | 否           | 是           |
| - 賽普勒斯聯合國緩衝區                                                   | 否                         | 否                       | 否          | 否          | 否          | 否          | 否           | 否           |
| 捷克                                                                     | 部分保留                   | 是                       | 是          | 是          | 是          | 是          | 否           | 是           |
| 丹麦                                                                     | 全部                       | 是                       | 是          | 是          | 是          | 部分保留    | 否           | 是           |
| - 法罗群岛                                                               | 全部                       | 是                       | 是          | 是          | 是          | 部分保留    | 否           | 是           |
| - 格陵兰                                                                 | 全部                       | 是                       | 是          | 是          | 是          | 部分保留    | 否           | 否           |
| 爱沙尼亚                                                                 | 部分保留                   | 是                       | 部分保留    | 是          | 是          | 是          | 否           | 是           |
| 芬兰                                                                     | 部分保留                   | 是                       | 是          | 是          | 是          | 是          | 是           | 是           |
| 法國，除了：                                                             | 部分保留                   | 是                       | 是          | 是          | 是          | 部分保留    | 否           | 否           |
| - 克利珀頓島                                                             | 部分保留                   | 是                       | 部分保留    | 部分保留    | 否          | 部分保留    | 否           | 否           |
| - 瓜德羅普                                                               | 部分保留                   | 是                       | 部分保留    | 部分保留    | 否          | 部分保留    | 否           | 否           |
| - 法屬蓋亞那                                                             | 部分保留                   | 是                       | 部分保留    | 部分保留    | 否          | 部分保留    | 否           | 否           |
| - 法屬玻里尼西亞                                                         | 部分保留                   | 是                       | 部分保留    | 部分保留    | 否          | 部分保留    | 否           | 否           |
| - 法屬南部領地                                                           | 部分保留                   | 是                       | 部分保留    | 部分保留    | 否          | 部分保留    | 否           | 否           |
| - 馬提尼克                                                               | 部分保留                   | 是                       | 部分保留    | 部分保留    | 否          | 部分保留    | 否           | 否           |
| - 馬約特                                                                 | 部分保留                   | 是                       | 部分保留    | 部分保留    | 否          | 部分保留    | 否           | 否           |
| - 新喀里多尼亞                                                           | 部分保留                   | 是                       | 部分保留    | 部分保留    | 否          | 部分保留    | 否           | 否           |
| - 留尼旺                                                                 | 部分保留                   | 是                       | 部分保留    | 部分保留    | 否          | 部分保留    | 否           | 否           |
| - 聖皮耶與密克隆群島                                                     | 部分保留                   | 是                       | 部分保留    | 部分保留    | 否          | 部分保留    | 否           | 否           |
| - 法属印度洋诸岛                                                         | 部分保留                   | 是                       | 部分保留    | 部分保留    | 否          | 部分保留    | 否           | 否           |
| - 瓦利斯及富圖納群島                                                     | 部分保留                   | 是                       | 部分保留    | 部分保留    | 否          | 部分保留    | 否           | 否           |
| ，除了：                                                                 | 全部                       | 是                       | 部分保留    | 是          | 是          | 是          | 是           | 是           |
| - 阿布哈茲                                                               | 部分保留 （透過 俄羅斯）   | 是                       | 是          | 是          | 否          | 是          | 否           | 否           |
| - 南奧塞梯                                                               | 部分保留 （透過 俄羅斯）   | 是                       | 是          | 是          | 否          | 是          | 否           | 否           |
| 德国                                                                     | 部分保留                   | 是                       | 是          | 是          | 是          | 否          | 否           | 是           |
| 希腊                                                                     | 全部                       | 是                       | 部分保留    | 否          | 是          | 是          | 否           | 是           |
| 匈牙利                                                                   | 全部                       | 是                       | 是          | 是          | 是          | 是          | 否           | 是           |
| 冰島                                                                     | 全部                       | 是                       | 是          | 是          | 是          | 是          | 否           | 是           |
| 爱尔兰                                                                   | 部分保留                   | 是                       | 是          | 是          | 是          | 是          | 否           | 是           |
| 義大利                                                                   | 全部                       | 是                       | 是          | 部分保留    | 是          | 是          | 否           | 否           |
| 拉脫維亞                                                                 | 全部                       | 是                       | 部分保留    | 部分保留    | 是          | 是          | 否           | 否           |
| 列支敦斯登                                                               | 部分保留                   | 是                       | 是          | 是          | 是          | 是          | 否           | 是           |
| 立陶宛                                                                   | 部分保留                   | 是                       | 是          | 是          | 是          | 是          | 否           | 是           |
| 盧森堡                                                                   | 全部                       | 是                       | 部分保留    | 是          | 是          | 部分保留    | 否           | 是           |
| 馬其頓                                                                   | 全部                       | 是                       | 部分保留    | 是          | 是          | 是          | 是           | 是           |
| 馬爾他                                                                   | 部分保留                   | 是                       | 是          | 是          | 是          | 是          | 否           | 是           |
| 摩尔多瓦，除了：                                                         | 部分保留                   | 是                       | 是          | 是          | 是          | 是          | 否           | 是           |
| - 德涅斯特河沿岸摩爾達維亞共和國                                         | 部分保留 （透過 俄羅斯）   | 是                       | 是          | 是          | 否          | 是          | 否           | 否           |
| 摩納哥                                                                   | 部分保留                   | 是                       | 否          | 部分保留    | 是          | 是          | 否           | 是           |
| 荷蘭                                                                     | 全部                       | 是                       | 是          | 是          | 是          | 否          | 是           | 是           |
| - 阿鲁巴                                                                 | 全部                       | 是                       | 是          | 部分保留    | 是          | 否          | 是           | 是           |
| -                                                                        | 全部                       | 是                       | 是          | 部分保留    | 是          | 否          | 是           | 是           |
| 挪威，除了：                                                             | 部分保留                   | 是                       | 是          | 是          | 是          | 是          | 否           | 是           |
| - 布威島                                                                 | 否                         | 否                       | 否          | 否          | 否          | 否          | 否           | 否           |
| - 彼得一世島                                                             | 否                         | 否                       | 否          | 否          | 否          | 否          | 否           | 否           |
| 波蘭                                                                     | 全部                       | 是                       | 是          | 是          | 是          | 是          | 否           | 否           |
| 葡萄牙                                                                   | 部分保留                   | 是                       | 部分保留    | 是          | 是          | 是          | 否           | 是           |
| 羅馬尼亞                                                                 | 部分保留                   | 是                       | 是          | 是          | 是          | 是          | 是           | 是           |
| 俄羅斯                                                                   | 部分保留                   | 是                       | 是          | 是          | 否          | 是          | 否           | 否           |
| 聖馬利諾                                                                 | 部分保留                   | 是                       | 部分保留    | 是          | 是          | 是          | 是           | 是           |
| 塞爾維亞                                                                 | 部分保留                   | 是                       | 是          | 是          | 是          | 是          | 是           | 是           |
| - 科索沃（聯合國）                                                       | 否                         | 否                       | 否          | 否          | 否          | 否          | 否           | 否           |
| 斯洛伐克                                                                 | 部分保留                   | 是                       | 是          | 是          | 是          | 是          | 否           | 是           |
| 斯洛維尼亞                                                               | 全部                       | 是                       | 是          | 是          | 是          | 是          | 否           | 是           |
| 西班牙                                                                   | 部分保留                   | 是                       | 部分保留    | 否          | 是          | 否          | 否           | 否           |
| 瑞典                                                                     | 全部                       | 是                       | 部分保留    | 是          | 是          | 是          | 否           | 是           |
| 瑞士                                                                     | 全部                       | 是                       | 否          | 否          | 是          | 部分保留    | 否           | 是           |
| 土耳其                                                                   | 全部                       | 是                       | 部分保留    | 否          | 是          | 否          | 否           | 是           |
| 乌克兰                                                                   | 部分保留                   | 是                       | 是          | 是          | 是          | 是          | 是           | 是           |
| 英国，除了：                                                             | 全部                       | 是                       | 部分保留    | 否          | 是          | 否          | 否           | 是           |
| - 賽普勒斯英屬基地區（賽普勒斯）                                         | 全部                       | 是                       | 否          | 否          | 是          | 否          | 否           | 是           |
| - 安圭拉                                                                 | 全部                       | 暫時 （到2011年1月14日） | 部分保留    | 否          | 是          | 否          | 否           | 是           |
| - 百慕達                                                                 | 全部                       | 暫時 （到2011年1月14日） | 否          | 否          | 是          | 否          | 否           | 是           |
| - 英屬南極領地                                                           | 否                         | 否                       | 否          | 否          | 否          | 否          | 否           | 否           |
| - 英屬印度洋領地                                                         | 否                         | 否                       | 否          | 否          | 否          | 否          | 否           | 否           |
| - 英屬維京群島                                                           | 全部                       | 否                       | 否          | 否          | 否          | 否          | 否           | 否           |
| -開曼群島                                                                | 全部                       | 是                       | 部分保留    | 否          | 否          | 否          | 否           | 否           |
| - 福克蘭群島                                                             | 全部                       | 是                       | 否          | 否          | 是          | 否          | 否           | 是           |
| - 直布罗陀                                                               | 全部                       | 是                       | 部分保留    | 否          | 是          | 否          | 否           | 是           |
| - 根息                                                                   | 全部                       | 部分保留                 | 否          | 否          | 是          | 否          | 否           | 是           |
| - 澤西島                                                                 | 全部                       | 是                       | 是          | 否          | 是          | 否          | 否           | 是           |
| - 曼島                                                                   | 全部                       | 是                       | 部分保留    | 否          | 是          | 否          | 否           | 是           |
| -                                                                        | 全部                       | 暫時 （到2011年1月14日） | 部分保留    | 否          | 是          | 否          | 否           | 是           |
| - 皮特肯群島                                                             | 否                         | 否                       | 否          | 否          | 否          | 否          | 否           | 否           |
| - 圣赫勒拿、阿森松和特里斯坦-达库尼亚, 阿森松島 和 特里斯坦-達庫尼亞群島 | 全部                       | 暫時 （到2011年1月14日） | 部分保留    | 否          | 是          | 否          | 否           | 是           |
| - 南喬治亞與南三明治群島                                                 | 全部                       | 是                       | 否          | 否          | 是          | 否          | 否           | 是           |
| - 特克斯和凱科斯群島                                                     | 全部                       | 暫時 （到2011年1月14日） | 部分保留    | 否          | 是          | 否          | 否           | 是           |